# Патке пишталице
Патке пишталице или утве звиждаре (лат. Dendrocygninae) су потпородица породице пловке (лат. Anatidae) из реда пловуша (лат. Anseriformes). У прошлости се у овој потпородици налазио само један род Dendrocygna, међутим према неким изворима у њој се налази и род Thalassornis.

## Врсте
Патке пишталице:
- Род Dendrocygna
  - Антилска утва

  - Лутајућа патка пишталица

  - Црнотрба патка пишталица

  - Смеђа патка пишталица

  - Аустралијска патка пишталица

  - Пегава патка пишталица

  - Мала патка пишталица

  - Белолика патка пишталица


### или
- Род 
  - Риђогрла патка (Thalassornis leuconotus) једина врста из рода Thalassornis и потпородице риђогрле патке (Thalassorninae), према неким изворима спада у потпородицу патке пишталице (Dendrocygninae), а не у посебну потпородицу риђогрле патке (Thalassorninae).[1][2] Молекуларне анализе које су извршене 2009. подржавају ово становиште.[3]

### Изумрла врста
Поред живућих врста, постоји и једна изумрла врста чији су субфосили пронађени на једном од Кукових острва Аитутаки, која можда припада потпородици патке пишталице (Dendrocygninae).